# Tocmoche (distrito)
Tocmoche é um distrito do Peru, departamento de Cajamarca, localizada na província de Chota.

## Transporte
O distrito de Tocmoche não é servido pelo sistema de estradas terrestres do Peru.